# 第六届全国人民代表大会常务委员会
第六届全国人民代表大会常务委员会委员长、副委员长、秘书长和委员由第六届全国人民代表大会第一次会议于1983年6月18日选出。共有？名组成人员，其中委员长1名，副委员长20名，秘书长1名，委员132名。任期由1983年6月至1988年4月，期間共召開？次會議。常委會组成情况如下：

## 组成人员
- 委员长（1人）：彭真[1]

- 副委员长（20人）：陈丕显、韦国清（壮族）、耿飚、胡厥文、许德珩、彭冲、王任重、史良（女）、朱学范、阿沛·阿旺晋美 （藏族）、班禅额尔德尼·却吉坚赞（藏族）、赛福鼎·艾则孜（维吾尔族）、周谷城、严济慈、胡愈之、荣毅仁、叶飞、廖汉生、韩先楚、黄华[1]
  - 楚图南（1986年4月12日第六届全国人大第四次会议选举产生）[1]

- 秘书长（1人）：王汉斌[1]

- 委员（132人，按姓名笔划排列）：
丁光训、马璧、马木托夫·库尔班（维吾尔族）、王兆国、王甫、王国权、王炳南、王淦昌、扎喜旺徐（藏族）、区棠亮（女）、贝时璋、牛荫冠、孔从洲、邓家泰、艾青、古耕虞、平错汪阶（藏族）、叶林、史来贺、白寿彝（回族）、吕骥、伍觉天、任新民、华罗庚、刘大年、刘东生、刘有光、刘达、刘伟、刘念智、刘瑞龙、刘靖基、江家福（壮族）、许杰、许涤新、孙敬文、苏步青、李一清、李文清、李贵、李桂英（女，彝族）、李琦、杨乃俊、杨立功、杨克冰（女）、杨初桂（女，侗族）、吴世昌、吴仲华、吴作人、吴茂荪、吴波、吴桓兴、何英、何贤、谷景生、沈鸿、宋一平、宋劭文、宋承志、张子斋（白族）、张友渔、张文裕、张秀龙、张杰（回族）、张贤约、张秉贵、张承先、张珍、张致祥、陈永康、陈宗基、陈惠波、陈鹤桥、武衡、茅以升、林一山、林月琴（女）、林丽韫（女）、林雨（女）、欧阳毅、罗叔章（女）、罗琼（女）、季羡林、周占鳌、周礼荣、郑伯克、赵忠尧、郝德青、荣高棠、胡克实、胡荣贵、胡绩伟、段苏权、侯学煜、俞霭峰（女）、洪丝丝、宦乡、费彝民、秦宝兴、袁雪芬（女）、莫文骅、顾大椿、钱敏、钱端升、徐运北、爱新觉罗·溥杰（满族）、高登榜、黄志刚、黄荣昌、梅行、梅益、曹龙浩（朝鲜族）、曹禺、符浩、章瑞英（女）、清格尔泰（蒙古族）、彭迪先、董建华、韩哲一（回族）、曾绍山、曾涛、谢怀德、谢铁骊、楚图南、裘维蕃、雷洁琼（女）、解方、裴昌会、廖海光、熊复、潘焱、薛暮桥[1]
  - 馬萬祺（1984年5月31日第六届全国人大第二次会议选举产生）[2]
  - 多杰才旦（藏族）、郁文、陶大镛、彭清源、程思远（1986年4月12日第六届全国人大第四次会议选举产生）[1]
  - 王金陵、叶笃正、蚁美厚、蔡子民、颜金生（1987年4月11日第六届全国人大第五次会议选举产生）[1]

## 其他工作人员
- 副秘书长：
  - 1983年6月23日第六届全国人民代表大会常务委员会第一次会议任命：有林、高登榜、王厚德
  - 1983年12月8日第六届全国人民代表大会常务委员会第三次会议任命：杨明（白族）、阎明复、丁关根
  - 1985年9月6日第六届全国人民代表大会常务委员会第十二次会议任命：彭清源
  - 1986年3月19日第六届全国人民代表大会常务委员会第十五次会议任命：许孔让[3]
  - 1985年6月18日第六届全国人民代表大会常务委员会第十一次会议免去：丁关根
  - 1986年1月20日第六届全国人民代表大会常务委员会第十四次会议免去：阎明复
  - 1986年6月25日第六届全国人民代表大会常务委员会第十六次会议免去：高登榜、杨明[3]